# 12월 25일
12월 25일은 그레고리력으로 359번째(윤년일 경우 360번째) 날에 해당한다. 400년 동안 이 날은 화요일, 금요일, 일요일에 58번, 수요일과 목요일에 57번, 월요일과 토요일에는 56번 온다. 이 날을 기점으로 12월 31일까지의 모든 요일은 그 해의 마지막 요일이 된다.

## 사건
- 333년 - 콘스탄티누스 1세가 그의 막내 아들 콘스탄스를 시저(Caesar, (영어) en:Caesar (title))로 격상시키다.
- 800년 - 교황 레오 3세가 카롤루스 대제 황제에게 왕관을 씌우다.(신성 로마 제국의 성립)
- 1000년 - 헝가리 왕국이 성립되다.
- 1898년 - 독립협회 강제 해산.
- 1936년 - 12월 22일에 시안사건으로 붙잡힌 장제스가 동북군에 의해 3일만에 석방되다.
- 1941년 - 제2차 세계 대전 : 일본군, 영국령 홍콩 점령.
- 1947년 - 중화민국 헌법 시행 개시.
- 1971년 - 서울에서 대연각호텔 화재 사고가 발생하다.
- 1989년 - 루마니아 사회주의 공화국 대통령 니콜라에 차우셰스쿠에게 사형이 선고되다.
- 1991년 - 소비에트 연방의 붕괴 : 미하일 고르바초프가 소비에트 연방의 대통령 자리를 사임하다.
- 2010년 - 중화민국 행정구역 합병 : 가오슝시가 가오슝 현을, 타이난 시가 타이난 현을, 타이중 시가 타이중 현을 합병하였다. 동시에 타이베이 현은 신베이시로 승격하였다.
- 2012년 - 카자흐스탄 남부 지방의 수도 쉼켄트 부근에 안토노프 An-72 군용 수송기 추락, 27명 사망.

## 문화
- 336년 - 예수 탄생을 기념하는 크리스마스 기념일 지정.
- 1920년 - 고쓰역과 쓰노즈역이 개업하였다.
- 1922년 - 세천역이 개업하였다.
- 1948년 - 양주역(당시 이름은 주내역)이 개업하였다.
- 1952년 - 독일 TV가 규칙적인 정규방송을 개시하다.
- 1969년 - 한남대교가 완공·개통되었다.
- 1987년 - MBC 표준FM이 표준FM 95.9MHz로 스테레오 방송을 시작하였다.
- 2004년 - FA컵 2004의 결승전이 개최되었다.
- 2015년 - TV아사히의 연말 특집 생방송인 '뮤직 스테이션 슈퍼 라이브'가 마쿠하리 멧세에서 장장 4시간 동안 진행되었다.

## 탄생
- 1250년 - 니케아 제국의 마지막 황제 요안니스 4세. (~1305년)
- 1642년 - 영국의 과학자 아이작 뉴턴. (~1727년)
- 1709년 - 프랑스의 의사, 철학자 쥘리앵 오프루아 드 라 메트리. (~1751년)
- 1712년 - 대한민국의 실학자 안정복. (~1791년)
- 1717년 - 제250대 로마의 교황 교황 비오 6세. (~1799년)
- 1876년 - 파키스탄의 초대 대통령 무함마드 알리 진나. (~1948년)
- 1887년 - 미국의 기업인 콘래드 힐튼. (~1979년)
- 1891년 - 영국의 군인 케네스 앤더슨. (~1959년)
- 1893년 - 덴마크의 왕자 로젠보리 백작 비고 왕자. (~1970년)
- 1899년 - 미국의 배우 험프리 보가트. (~1957년)
- 1905년 - 동독의 정치인 안톤 아커만. (~1973년)
- 1912년 - 이집트의 가수, 배우 아스마한. (~1944년)
- 1916년 - 알제리 공화국의 초대 총리이자 초대 대통령 아메드 벤 벨라. (~2012년)
- 1918년 - 이집트의 정치인 안와르 사다트. (~1981년)
- 1924년 - 대한민국의 교육자, 정치인, 기업인 도예종. (~1975년)
- 1927년 - 인도의 음악가 란 나라얀. (~2024년)
- 1933년 - 베트남의 정치인 판반카이. (~2018년)
- 1934년 - 대한민국의 경찰 출신 행정가, 대학총장 이균범 (~2024년)
- 1935년 - 대한민국의 정치인 류재희.
- 1936년 - 대한민국의 정치인 황호동. (~2010년)
- 1937년
  - 대한민국의 노동 운동가 김금수. (~2022년)
  - 대한민국의 배우 박경득. (~2023년)
- 1940년 - 대한민국의 그래픽 디자이너 양승춘. (~2017년)
- 1941년 - 대한민국의 컴퓨터 과학자 김광식. (~1988년)
- 1943년 - 독일의 배우 하나 쉬굴라.
- 1944년 - 브라질의 축구 선수 자이르지뉴.
- 1946년 - 미국의 싱어송라이터 지미 버핏. (~2023년)
- 1947년 - 대한민국의 군인 박승춘. (~2024년)
- 1949년
  - 미국의 배우 시시 스페이식.
  - 파키스탄 정치인 나와즈 샤리프.
- 1954년 - 영국의 가수 애니 레녹스.
- 1958년 - 미국의 야구 선수 리키 헨더슨. (~2024년)
- 1959년 - 대한민국의 희극인, 방송인 이성미.
- 1961년 - 대한민국의 배우 강주희.
- 1962년
  - 대한민국의 성우 정미숙.
  - 대한민국의 가수, 싱어송라이터 박정운. (~2022년)
  - 대한민국의 정치인 김종률. (~2013년)
  - 일본의 성우 나카무라 다이키.
- 1963년 - 대한민국의 전 야구 선수, 야구 심판 임채섭.
- 1964년
  - 대한민국의 배우 안내상.
  - 대한민국의 전 야구 선수, 현 야구 코치 최해명.
  - 튀르키예의 기업인 이을드름 데미뢰렌.
- 1965년
  - 대한민국의 기업인 허선희.
  - 헝가리의 펜싱 선수 너버레테 요제프.
- 1968년
  - 일본의 전 프로 야구 선수, 야구 감독 오가타 고이치.
  - 대한민국의 정치인 이동욱.
- 1970년
  - 일본의 성우 사토 유코.
  - 나이지리아의 전직 육상 선수 치오마 아준와.
- 1971년
  - 영국의 가수 다이도.
  - 캐나다의 정치인, 총리 쥐스탱 트뤼도.
  - 대한민국의 배우 신범식.
- 1973년
  - 대한민국의 전 축구 선수 김영기.
  - 일본의 전 프로 야구 선수 미우라 다이스케.
  - 루마니아의 전 축구 선수 가브리엘 포페스쿠.
  - 대한민국의 야구 선수 이재주.
- 1974년
  - 대한민국의 배우 최수린.
  - 대한민국의 배우 김동현.
- 1975년
  - 대한민국의 축구 선수 최성용.
  - 대한민국의 희극인 김준호.
  - 일본의 야구 선수 오카지마 히데키.
- 1976년 - 네덜란드의 트랜스 음악 아르민 판 뷔런.
- 1977년
  - 대한민국의 배우 엄지원.
  - 대한민국의 아나운서 김경화.
- 1978년
  - 미국의 배우 제러미 스트롱.
  - 대한민국의 영화 감독 연상호.
  - 일본의 배구 선수 다카하시 미유키.
- 1979년
  - 대한민국의 전 축구 선수 현영민.
  - 대한민국의 기업인 이연실.
- 1980년
  - 대한민국의 전 가수 가희.
  - 일본의 배우 하시모토 레이카.
- 1981년
  - 대한민국의 가수 이영현 (빅마마).
  - 대한민국의 희극인 김지호.
  - 대한민국의 전 야구 선수, 현 야구 코치 이동훈.
- 1982년 - 대한민국의 보험건설턴트 최원희.
- 1983년
  - 중화민국의 배우 계륜미.
  - 대한민국의 정당인 김지혜.
- 1984년 - 대한민국의 레이싱 모델 김나현.
- 1985년
  - 브라질의 축구 선수 나타나에우 지 소자 산투스 주니오르.
  - 대한민국의 전 축구 선수 김광민.
  - 일본의 성우 카스야 유우타.
- 1986년
  - 대한민국의 성우 이기성.
  - 대한민국의 희극인 정재형.
  - 대한민국의 정치인 김수민.
  - 일본의 성우 스자키 아야.
  - 대한민국의 축구 선수 최현수.
  - 대한민국의 축구 선수 박은선.
- 1987년
  - 대한민국의 모델, 배우 도상우.
  - 대한민국의 희극인 윤미숙.
- 1988년 - 대한민국의 전 배우 이정윤.
- 1989년 - 대한민국의 래퍼 로꼬.
- 1990년 - 대한민국의 가수 디노.
- 1991년
  - 일본의 배우 쿠로세 마나미.
  - 일본의 성우, 가수 아이미.
  - 대한민국의 농구 선수 주지훈.
- 1992년 - 대한민국의 전직 스타크래프트 프로게이머 김성현 (STX SouL).
- 1993년
  - 대한민국의 가수, 래퍼 키스 에이프.
  - 일본의 배우 타케이 에미.
  - 프랑스의 유도 선수 마들렌 말롱가.
- 1994년
  - 대한민국의 배우 김민규.
  - 일본의 배우, 댄서 사토 타이키.
- 1995년
  - 대한민국의 가수 박재정.
  - 대한민국의 가수 임영민 (AB6IX, MXM).
- 1996년
  - 대한민국의 가수 디타 (시크릿넘버).
  - 브라질의 축구 선수 호마리우 발데.
- 1997년 - 대한민국의 리그 오브 레전드 프로게이머 후니.
- 1998년 - 대한민국의 가수 지니.
- 독일 축구 선수 미하엘 카이저
- 1999년 - 대한민국의 축구 선수 강민재.
- 2000년
  - 대한민국의 태권도 선수 배준서.
  - 대한민국의 정당인 김세연.
- 2001년 - 대한민국의 래퍼 스월비.
- 2003년 - 대한민국의 리그 오브 레전드 프로게이머 버돌.
- 2008년 - 대한민국의 배우 강다연.

### 미상
- 대한민국의 온라인콘텐츠창작자 쭈이날다.

## 사망
- 1635년 - 프랑스의 지리학자, 탐험가 및 지도 제작자 사뮈엘 드 샹플랭. (1567년~)
- 1926년 - 일본의 제123대 천황 다이쇼 천황. (1879년~)
- 1938년 - 체코슬로바키아의 소설가 카렐 차페크. (1890년~)
- 1977년
  - 영국의 영화 배우, 희극인, 영화 감독, 음악가 찰리 채플린. (1889년~)
  - 미국의 장군 올리버 P. 스미스. (1893년~)
- 1983년 - 스페인의 화가 호안 미로. (1893년~)
- 1989년 - 루마니아의 독재자 니콜라에 차우셰스쿠. (1918년~)
- 1995년
  - 대한민국의 외과 의사, 의학자, 종교인, 자선가 장기려. (1911년~)
  - 미국의 배우 겸 가수 딘 마틴. (1917년~)
- 1995년 - 프랑스의 철학자 에마뉘엘 레비나스. (1906년~)
- 2006년
  - 미국의 R&B, 소울 싱어송라이터, 댄서 제임스 브라운. (1933년~)
  - 일본의 연쇄 살인범 히다카 히로아키. (1962년~)
- 2010년 - 베네수엘라의 정치인, 대통령 카를로스 안드레스 페레스. (1922년~)
- 2016년 - 영국의 가수 조지 마이클. (1963년~)
- 2020년 - 말리의 정치인 수마일라 시세. (1949년~)
- 2022년
  - 대한민국의 경제학자 변형윤. (1927년~)
  - 대한민국의 소설가 조세희. (1942년~)
- 2024년 - 일본의 사업가 스즈키 오사무. (1930년~)

## 기념일
- 크리스마스 - 동방교회 및 조선민주주의인민공화국, 중화인민공화국, 중화민국 등 일부 국가 제외
- 중화민국 헌법이 중화민국에서 정식 시행된 날이기 때문에, 중화민국은 12월 25일이 행헌기념일이다.
- 어린이날: 가봉, 중앙아프리카공화국, 콩고, 카메룬, 차드
- 타카나퀴: 페루 남부, 춤비빌카스
- 무하마드 알리 진나 탄신일: 파키스탄

## 같이 보기
- 전날 : 12월 24일 다음 날 : 12월 26일 - 전달 : 11월 25일 다음 달 : 1월 25일
- 음력 : 음력 12월 25일
- 모두 보기